# Desa Mangaran (administrativ by i Indonesien, lat -7,66, long 114,04)
Desa Mangaran är en administrativ by i Indonesien.   Den ligger i provinsen Jawa Timur, i den västra delen av landet, 800 km öster om huvudstaden Jakarta.